# Lista nera di Hollywood
La lista nera di Hollywood (Hollywood blacklist), nota come la più grande lista nera nell'industria dello spettacolo, era la pratica di negare il lavoro a sceneggiatori, attori, registi, musicisti e altri professionisti dello spettacolo americani a metà del XX secolo perché accusati di simpatie o legami con i comunisti. Gli artisti erano ostracizzati a causa della loro presunta appartenenza o simpatia per il Partito Comunista degli Stati Uniti d'America o al rifiuto di collaborare alle indagini sulle attività del partito. Anche nel periodo della sua massima applicazione, tra la fine degli anni quaranta e la fine degli anni cinquanta, raramente la lista è stata resa pubblica o verificabile, pur danneggiando direttamente la carriera di decine di persone che lavoravano nell'industria cinematografica.
La prima lista nera di Hollywood sistematica fu istituita il 25 novembre 1947: il giorno dopo dieci sceneggiatori e registi, noti collettivamente come Hollywood Ten ("I dieci di Hollywood") furono citati per oltraggio al Congresso degli Stati Uniti d'America per essersi rifiutati di testimoniare davanti alla Commissione per le attività antiamericane (HUAC). Un gruppo di dirigenti cinematografici, che agiva sotto l'egida della Motion Picture Association of America, licenziò i cosiddetti "dieci di Hollywood" e fece la cosiddetta "dichiarazione del Waldorf".
Il 22 giugno 1950 fu pubblicato un opuscolo intitolato Red Channels ("Canali rossi"): individuò 151 professionisti dello spettacolo nel contesto di "fascisti rossi e i loro simpatizzanti". Ben presto alla maggior parte di coloro che figuravano nella lista, assieme a una serie di altri artisti, fu vietato l'impiego nella maggior parte del mondo dello spettacolo.
La lista nera durò fino al 1960, quando il nome di Dalton Trumbo, membro del Partito Comunista dal 1943 al 1948 nonché uno dei "dieci di Hollywood", fu inserito nei titoli di testa come sceneggiatore del film Exodus, che ebbe grande successo. In seguito egli fu pubblicamente riconosciuto dall'attore Kirk Douglas come sceneggiatore del film Spartacus. Tuttavia diverse persone inserite nella lista nera restarono escluse dall'industria dello spettacolo per molti anni.

## Contesto
La lista nera di Hollywood trae origine negli eventi degli anni trenta e dei primi anni quaranta, compresi l'apice della grande depressione e la seconda guerra mondiale. Due grandi scioperi nell'industria cinematografica durante gli anni trenta crearono tensioni tra i produttori di Hollywood e i sindacati, in particolare la Screen Writers Guild.
Il partito comunista americano perse significativo sostegno dopo i processi di Mosca del 1936-1938 e il patto Molotov-Ribbentrop del 1939. In quel periodo il governo statunitense incominciò a porre attenzione ai possibili legami tra Hollywood e il partito comunista americano. Sotto la presidenza di Martin Dies Jr. la Commissione per le attività antiamericane pubblicò un rapporto nel 1938, che sosteneva che il comunismo fosse diffuso a Hollywood. Due anni dopo Dies ottenne privatamente una testimonianza da un ex membro del partito comunista americano, John L. Leech, che fece i nomi di quarantadue professionisti del settore cinematografico definendoli comunisti. Leech ripeté la propria testimonianza davanti a un grand jury di Los Angeles e in seguito molti dei nomi furono riportati dalla stampa, inclusi quelli delle stelle Humphrey Bogart, James Cagney, Katharine Hepburn, Melvyn Douglas e Fredric March, oltre ad altre personalità di Hollywood meno conosciute. Dies dichiarò che avrebbe "prosciolto" tutti coloro che avessero collaborato all'incontro con lui in quella che chiamò "sessione esecutiva". Nel giro di due settimane dalla fuga di notizie del grand jury, tutti quelli inclusi nella lista, eccetto l'attrice Jean Muir, incontrarono il presidente della commissione per le attività antiamericane. Dies "prosciolse" tutti tranne l'attore Lionel Stander, che fu licenziato dalla casa produttrice Republic Pictures, con cui era sotto contratto.
Nel 1941 il produttore Walt Disney rilasciò un'intervista su Variety, una rivista specializzata del settore, in cui si dichiarava convinto che dietro lo sciopero di fumettisti e animatori ci fosse l'"agitazione comunista". Secondo gli storici Larry Ceplair e Steven Englund "in quel momento, lo sciopero aveva tirato fuori dal paternalismo dispotico di Disney prepotenza e insensibilità". Seguendo il suo esempio, il senatore dello stato della California Jack Tenney, nonché presidente della sezione californiana della HUAC, avviò l'indagine sui "rossi nei film". L'indagine cadde e fu derisa in diversi titoli del Variety.
La successiva alleanza di guerra tra gli Stati Uniti e l'Unione Sovietica portò una rinnovata credibilità al partito comunista americano: durante il conflitto i membri del partito raggiunsero quota 50.000. Con la fine della seconda guerra mondiale il clima cambiò nuovamente e il comunismo fu nuovamente al centro delle paure e dell'odio degli americani. Nel 1945 Gerald L. K. Smith, fondatore del partito isolazionista America First, incominciò a fare comizi a Los Angeles attaccando pubblicamente «gli ebrei russi di Hollywood e la loro ideologia ripugnante». Il deputato del Mississippi nonché membro dell'HUAC John E. Ranking, durante una conferenza stampa, dichiarò: «Una delle trame più pericolose che abbiano mai istigato il rovesciamento di questo governo ha il suo quartier generale a Hollywood [...] il più grande focolaio di attività sovversive negli Stati Uniti». Rankin promise: «Adesso siamo sulle tracce della tarantola».
Le notizie sulla repressione sovietica in Europa orientale e centrale nel dopoguerra alimentarono la cosiddetta seconda "paura rossa", che portò al maccartismo. La crescente influenza politica conservatrice e la vittoria del partito repubblicano alle elezioni del Congresso del 1946, che vide i repubblicani prendere il controllo sia della Camera sia del Senato, portò a un importante rilancio delle attività anticomuniste istituzionali, guidato pubblicamente dall'HUAC. L'anno successivo la Motion Picture Alliance for the Preservation of American Ideals (MPA), un gruppo di pressione co-fondato da Walt Disney, pubblicò un opuscolo che consigliava ai produttori di evitare "piccoli tocchi comunisti" nei loro film: si basava su una serie di proibizioni ideologiche, come ad esempio "non macchiare il sistema di libero scambio; non macchiare gli industriali; non macchiare la ricchezza; non macchiare il profitto; non divinizzare l'"uomo comune"; non glorificare il collettivo".

## L'inizio della lista nera (1946-1947)
Il 29 giugno 1946 William R. Wilkerson, editore e fondatore del The Hollywood Reporter, pubblicò una rubrica intitolata "Un voto per Joe Stalin", in cui definì come simpatizzanti comunisti Dalton Trumbo, Maurice Rapf, Lester Cole, Howard E. Koch, Harold Buchman, John Wexley, Ring Lardner Jr., Harold Salemson, Henry Meyers, Theodore Strauss e John Howard Lawson. Nell'agosto e nel settembre del 1946 Wilkerson pubblicò un'altra rubrica contenente i nomi di diversi presunti comunisti e loro simpatizzanti nota come "lista di Billy" o "lista nera di Billy". In un articolo pubblicato nel 2012 in occasione del sessantacinquesimo anniversario, il figlio di Wilkerson si scusò per il ruolo del giornale nella lista nera, affermando che il padre voleva compensare il fatto di non essere riuscito a possedere una casa cinematografica.
Nell'ottobre del 1947, attingendo alla lista pubblicata sull'Hollywood Reporter, la commissione per le attività antiamericane citò in giudizio diversi professionisti di Hollywood a testimoniare in udienza, al fine di valutare se gli agenti e i simpatizzanti comunisti stessero facendo propaganda nei film statunitensi.
Le udienze si aprirono con la comparizione di Walt Disney e Ronald Reagan, allora presidente della Screen Actors Guild. Disney dichiarò che la minaccia dei comunisti nell'industria cinematografica era un pericolo reale e fece i nomi di coloro che avevano lavorato per lui come possibili comunisti. Reagan affermò che una piccola cricca all'interno del suo sindacato stava usando "tattiche filocomuniste" nel tentativo di orientarne la politica, ma non sapeva se quei membri fossero comunisti, e in ogni caso ritenne che il sindacato li aveva sotto controllo. L'attore Adolphe Menjou dichiarò: «Sono un cacciatore di streghe, se le streghe sono i comunisti. Io i rossi li perseguito. Fosse per me, tornerebbero tutti in Russia».
A differenza di Menjou, diverse figure importanti di Hollywood, tra cui il regista John Huston e gli attori Humphrey Bogart, Lauren Bacall e Danny Kaye, organizzarono il Comitato per il primo emendamento per protestare contro il governo, che aveva preso di mira l'industria cinematografica. I membri del comitato, come Sterling Hayden, assicurarono che Bogart non era un comunista. Durante le udienze un giornale locale di Washington riportò che Hayden era comunista. Tornato a Hollywood, Bogart gridò contro Danny Kaye: «Tu, stronzo, mi hai fatto fuori». Il gruppo fu accusato di essere ingenuo e stupido. Sotto pressione della casa produttrice Warner Brothers, Bogart, per prendere le distanze dai "dieci di Hollywood", negoziò una dichiarazione, nella quale non denunciò il comitato, ma disse che quell'esperienza era stata "malconsigliata, anche stupida". Billy Wilder disse al gruppo: «Dovevamo chiudere».
Huston in seguito cambiò la propria opinione sui dieci di Hollywood. Molti professionisti dell'industria cinematografica presi di mira dalla commissione per le attività antiamericane, in primis sceneggiatori, ma anche attori, registi, produttori e altri, sono stati o sospettati di essere stati membri del partito comunista americano. Dei quarantatré nella lista dei testimoni, diciannove dichiararono che non avrebbero testimoniato e furono bollati come unfriendly witnesses ("testimoni ostili", "testimoni ostili"); undici di questi diciannove furono convocati dalla commissione. I membri del Comitato per il primo emendamento si recarono a Washington in vista della fase culminante dell'udienza, che iniziò il 27 ottobre. Degli undici "testimoni ostili" solo il drammaturgo Bertolt Brecht alla fine decise di rispondere alle domande della commissione, mentre gli altri dieci si rifiutarono, citando i loro diritti per il primo emendamento. La domanda critica alla quale si rifiutarono di rispondere suonava come: «Sei o sei mai stato membro del Partito comunista?». Alcuni lo erano stati poiché, come molti intellettuali durante la grande depressione, ritenevano il partito un'alternativa al capitalismo; altri erano ancora membri del partito comunista, mentre altri ancora ne avevano fatto parte per un breve periodo. La commissione accusò formalmente questi dieci di oltraggio al Congresso e iniziò un processo penale contro di loro nella Camera dei rappresentanti.
Il 17 novembre seguente la Screen Actors Guild decise di far giurare ai propri funzionari di non essere comunisti. Una settimana dopo, il 24 novembre, la Camera approvò, con 346 voti favorevoli e 17 contrari, le accuse contro i "dieci di Hollywood" di oltraggio al Congresso. Il giorno dopo, in seguito ad una riunione segreta dei dirigenti cinematografici all'hotel Waldorf-Astoria di New York, il presidente della Motion Picture Association of America Eric Johnston emise un comunicato stampa che passò alla storia con il nome di "dichiarazione del Waldorf": annunciò che i dieci di Hollywood sarebbero stati licenziati o sospesi senza risarcimento e non riassunti finché non fossero stati assolti dalle accuse di oltraggio e giurato di non essere comunisti. La prima lista nera di Hollywood aveva inizio.
I "dieci di Hollywood" erano il regista Edward Dmytryk e nove sceneggiatori: Alvah Bessie, Herbert Biberman (anche regista), Lester Cole, Ring Lardner Jr., John Howard Lawson, Albert Maltz, Samuel Ornitz, Adrian Scott (anche produttore) e Dalton Trumbo.

## La lista cresce (1948-1950)
Dalle udienze la HUAC non riuscì a trovare prove che Hollywood stesse segretamente diffondendo propaganda comunista, ma l'industria fu comunque trasformata. Il calo drastico della domanda fu uno dei motivi che portò Floyd Odlum, il titolare principale della RKO Pictures, a uscire dal settore della cinematografia e lo studiò passo nelle mani di Howard Hughes. Poche settimane dopo aver preso le redini della casa di produzione, Hughes licenziò la maggior parte dei dipendenti e chiuse di fatto lo studio per sei mesi. In seguito, solo quando la RKO tornò in attività, Hughes decise di risolvere una lunga causa federale antitrust contro gli studios cosiddetti "Big Five". Questo fu uno dei passi cruciali per il collasso dello studio system, che aveva governato Hollywood e gran parte del cinema mondiale per un quarto di secolo.
Nei primi mesi dei 1948 tutti i "dieci di Hollywood" furono condannati per oltraggio. In seguito a una serie di ricorsi senza successo, i casi arrivarono dinanzi alla Corte suprema: tra i documenti presentati in difesa dei dieci c'era un amicus curiae firmato da 204 professionisti di Hollywood. La corte negò la revisione della sentenza e i dieci scontarono la pena in prigione per un anno nel 1950.
Nel settembre del 1950 uno dei dieci, il regista Edward Dmytryk, annunciò pubblicamente di essere stato comunista e di essere pronto a testimoniare contro coloro che lo erano stati; fu rilasciato presto dal carcere. Alla HUAC, nel 1951, raccontò la sua breve affiliazione al partito comunista e iniziò a fare i nomi degli iscritti al partito. In seguito a ciò la sua carriera ripartì.
Gli altri rimasero in silenzio e la maggior parte non riuscì a lavorare nel cinema e nell'industria televisiva americana per molti anni. Adrian Scott, che aveva prodotto quattro film di Dmytryk, fu uno dei nomi fatti dal suo ex amico: il nome di Scott non fu più inserito nei titoli fino al 1972 e non gli fu mai più permesso di produrre un film. Alcuni della lista nera continuarono a scrivere per Hollywood o per l'industria televisiva di nascosto, usando pseudonimi o nomi dei loro amici. Dei 204 che firmarono l'amicus curiae, 84 furono inseriti nella lista nera. Humphrey Bogart, che era stato tra i più in vista del Comitato per il primo emendamento, dovette scrivere un articolo per la rivista Photoplay per ribadire di non essere un simpatizzante comunista. La sezione californiana della HUAC guidata da Jack Tenney, che aveva continuato le proprie indagini a livello statale, convocò il cantautore Ira Gershwin affinché testimoniasse circa la sua partecipazione nel Comitato.
Diverse organizzazioni non governative contribuirono al rafforzamento e all'espansione della lista nera: in particolare l'American Legion, il gruppo conservatore dei reduci di guerra, fu determinante per escludere dal mondo dello spettacolo i comunisti e loro simpatizzanti. Nel 1949, la divisione americanista della Legione emise una propria lista nera: un elenco di 128 persone accusate di prendere parte al "complotto comunista"; tra i nomi spiccava quello della nota drammaturga Lillian Hellman, sceneggiatrice e co-sceneggiatrice di circa dieci film fino a quel momento: non avrebbe più lavorato in uno studio di Hollywood fino al 1966.
Un altro gruppo influente era l'American Business Consultants Inc., fondata nel 1947: nella sua pubblicazione settimanale Counterattack dichiarò di essere formata da «un gruppo di ex uomini dell'FBI. Non ha alcuna affiliazione con associazioni governative»; nonostante questa affermazione, sembra che i redattori del Counterattack avessero accesso diretto ai documenti sia dell'FBI sia del HUAC. Ciò divenne lampante quando nel giugno del 1950 fu pubblicato Red Channels: questo inserto del Counterattack elencò 151 professionisti dello spettacolo e del giornalismo televisivo, assieme alle prove del loro coinvolgimento in attività comuniste a detta dell'opuscolo.
Nello stesso anno, la CBS istituì un giuramento di fedeltà richiesto a tutti i dipendenti.
Jean Muir è stata la prima del mondo dello spettacolo a perdere il lavoro a causa della lista del Red Channels: nel 1950 l'attrice fu accusata dall'opuscolo di essere una simpatizzante comunista e fu immediatamente rimossa dal cast della sitcom televisiva The Aldrich Family, dove interpretava il ruolo di Mrs. Aldrich. La NBC ricevette dalle 20 alle 30 telefonate di protesta per la presenza della Muir nella trasmissione e la General Motors, sponsor dell'NBC, dichiarò che non avrebbe sponsorizzato programmi dove partecipavano "persone controverse". Giunsero centinaia di chiamate di protesta in seguito all'esclusione della Muir dalla sitcom, ma la decisione non fu revocata.

## Il ritorno dell'HUAC (1951-1952)

Manifesto degli anni 1950, che metteva in guardia i cittadini dall'infiltrazione comunista nel mondo dello spettacolo

Nel 1951, con il Congresso nuovamente sotto il controllo dei democratici, la HUAC lanciò una seconda inchiesta su Hollywood e il comunismo. L'attore Larry Parks dichiarò al comitato di essere stato membro del partito comunista e fu inserito nella lista nera. In seguito a ciò coloro che si rifiutavano di testimoniare cambiarono tattica difensiva: invece di fare affidamento sul primo emendamento, invocarono il quinto, contro l'auto-incriminazione, anche se l'adesione al partito comunista non era ritenuta illegale. Solitamente il quinto emendamento permetteva ai testimoni di non fare nomi senza essere incriminati per oltraggio al Congresso, ma invocarlo dinanzi alla commissione per le attività antiamericane comportò per loro l'inserimento nella lista nera.
Gli storici a volte distinguono la lista nera, relativamente ufficiale, composta dai nomi di chi è stato convocato dalla HUAC e si è categoricamente rifiutato di collaborare e/o da quelli identificati come comunisti nelle udienze, dalla cosiddetta "lista grigia", composta da coloro ai quali è stato negato il lavoro a causa delle amicizie politiche o personali, reali o presunte: le conseguenze, tuttavia, erano più o meno le stesse.
La lista grigia si riferisce anche più specificatamente a coloro che venivano rifiutati dai grandi studi cinematografici, che però riuscivano a trovare impiego presso le case dei B-movie, per esempio, il compositore Elmer Bernstein. Convocato dalla HUAC, che scoprì che aveva scritto recensioni musicali per un giornale comunista, si rifiutò di fare nomi, sottolineando di non aver mai partecipato a un raduno del partito comunista. Tuttavia riusciva a comporre musica per film come Quei fantastici razzi volanti.
Come Parks e Dmytryk, anche altri collaborarono con la commissione. Le testimonianze più significative furono quelle del regista Elia Kazan e dello sceneggiatore Budd Schulberg, che costrinsero molti colleghi a emigrare all'estero, in particolare Messico ed Europa. Tra i più noti c'era il regista Jules Dassin:, che era stato comunista per un breve periodo e aveva lasciato il partito nel 1939, ma fu inserito nella lista nera dopo che Dmytryk e il regista Frank Tuttle fecero il suo nome alla HUAC nel 1952; Dassin si trasferì in Francia e trascorse parte della sua vita in Grecia.
La caccia ai sovversivi fu estesa a tutti i rami dell'industria dello spettacolo. Nel campo dell'animazione vennero colpiti due studi in particolare: la United Productions of America (UPA) fu epurata di gran parte del proprio personale e la Tempo, con sede a New York, fu completamente distrutta. Le inchieste della HUAC distrussero intere famiglie: lo sceneggiatore Richard Collins, dopo un breve periodo nella lista nera, divenne un testimone e denunciò sua moglie, l'attrice Dorothy Comingore, che si rifiutò di fare nomi; con il divorzio Collins ottenne anche la custodia del figlio. Dalla storia della famiglia fu tratto il film Indiziato di reato del 1991, in cui il personaggio ispirato alla Comingore "si suicida piuttosto che sopportare un lungo crollo mentale"; nella realtà la Comingore cedette all'alcolismo e morì di una malattia polmonare all'età di 58 anni: secondo gli storici Paul Buhle e David Wagner, «attacchi di cuore e ictus prematuri erano comuni [tra gli indiziati nella lista nera], come pure l'abuso di alcol come forma di lento suicidio».

## 1952-1956
Nel 1952, la Screen Writers Guild, fondata vent'anni prima da tre dei futuri "dieci di Hollywood", autorizzò gli studi cinematografici a omettere dalla schermata i nomi di coloro che non erano riusciti a liberarsi dalle accuse di fronte al Congresso. Per esempio, il nome dello sceneggiatore Dalton Trumbo, uno dei dieci ancora presente nella lista nera, fu inserito nei titoli di testa nel 1950 per il soggetto, scritto anni prima, su cui si basò la sceneggiatura del film I clienti di mia moglie della Columbia Pictures; il suo nome non sarebbe più apparso nei titoli fino al 1960. Il nome di Albert Maltz, che scrisse la sceneggiatura originale del film La tunica a metà degli anni quaranta, non comparve quando il film uscì nelle sale nel 1953.
Intorno al 1954 una serie di editorialisti di giornali influenti dell'industria dello spettacolo, tra cui Walter Winchell, Hedda Hopper, Victor Riesel, Jack O'Brian e George Sokolsky, faceva regolarmente dei nomi insinuando che sarebbero dovuti essere inseriti nella lista nera. L'attore John Ireland ricevette un accordo extragiudiziale per terminare una causa del 1954 contro l'agenzia pubblicitaria Young & Rubicam, che gli aveva ordinato di lasciare il ruolo da protagonista di una serie televisiva sponsorizzata dall'agenzia. Variety descrisse questo episodio come «la prima ammissione dell'industria di ciò che da tempo è un segreto di Pulcinella, ovvero si è sfruttata la minaccia di essere etichettati come anticonformisti politici o peggio contro le personalità del mondo dello spettacolo ed è in atto un sistema di controllo per determinare la disponibilità degli attori per i ruoli».
La lista nera di Hollywood andava da tempo di pari passo con l'attività di "caccia ai rossi" effettuata dall'FBI di J. Edgar Hoover. Gli avversari dell'HUAC, come l'avvocato Bartley Crum, che difendeva alcuni dei "dieci di Hollywood" dinanzi alla commissione nel 1947, furono considerati simpatizzanti comunisti o sovversivi e presi di mira dalle stesse indagini. Nel corso degli anni cinquanta, l'FBI mise sotto sorveglianza i telefoni di Crum, gli aprì la posta e lo mise sotto sorveglianza continua; di conseguenza, egli perse gran parte dei suoi clienti e sì suicidò nel 1959.
Le lotte che accompagnavano la lista nera furono rappresentate metaforicamente sul grande schermo in vari modi. Come descritto dallo storico cinematografico James Chapman, «Carl Foreman, che rifiutò di testimoniare di fronte alla commissione, scrisse il western Mezzogiorno di fuoco, in cui uno sceriffo di città (interpretato ironicamente dal testimone amichevole Gary Cooper) si ritrova abbandonato da tutti i cittadini di Hadleyville (cioè Hollywood) quando ritorna una banda di fuorilegge (l'HUAC) che aveva terrorizzato la città diversi anni prima».
Un caso ancora più noto fu quello del film Fronte del porto: Kazan e Schulberg collaborarono a un film che secondo molti giustificò la loro decisione di fare nomi alla HUAC, inoltre vide la partecipazione di Lee J. Cobb, uno degli attori più noti tra i collaboratori dell'HUAC. Il film divenne uno dei più premiati nella storia di Hollywood, vincendo otto premi Oscar, inclusi quello al miglior film, quello a Kazan come miglior regista e quello a Schulberg come miglior sceneggiatore.
Uscito di prigione, Herbert Biberman, uno dei "dieci di Hollywood", diresse Sfida a Silver City, lavorando indipendentemente nel Nuovo Messico con l'amico e produttore Paul Jarrico, anch'egli inserito nella lista nera, con lo sceneggiatore Michael Wilson e gli attori Rosaura Revueltas e Will Geer. Il film, che narra di uno sciopero di minatori messicoamericani, fu denunciato come propaganda comunista quando fu completato nel 1953: i distributori lo boicottarono, i giornali e le stazioni radio rifiutarono di pubblicizzarlo e il sindacato dei proiezionisti rifiutò di proiettarlo; nel 1954, a livello nazionale, solo una dozzina di sale lo mostrò.

## La fine della lista nera
John Henry Faulk fu una figura chiave nel porre fine alla lista nera. Conduttore radiofonico di una trasmissione comica pomeridiana e membro del sindacato American Federation of Television and Radio Artists, Faulk era stato esaminato dalla AWARE, una società privata che verificava se gli scrutinati erano simpatizzanti comunisti o "sleali". Fu dichiarato non idoneo e di conseguenza fu licenziato dalla CBS Radio; praticamente da solo tra le tante vittime della lista nera, Faulk decise di citare in giudizio la AWARE nel 1957.
Le crepe iniziali della lista nera dell'industria dello spettacolo cominciarono a essere evidenti in televisione, specialmente alla CBS. Nel 1957 l'attore in lista nera Norman Lloyd fu assunto da Alfred Hitchcock come produttore associato per la sua serie Alfred Hitchcock presenta, quindi partecipò alla terza stagione sulla rete. Il 30 novembre 1958, in una diretta della CBS di Wonderful Town, tratta da una storia scritta dall'allora comunista Ruth McKenney, fu riconosciuto come sceneggiatore Edward Chodorov, inserito nella lista nera, assieme al suo collaboratore Joseph Fields. L'anno dopo l'attrice Betty Hudson insistette per far assumere il compositore in lista Jerry Fielding come direttore musicale per la sua nuova serie sulla CBS. Subito dopo seguì la prima breccia nella lista nera di Hollywood: il 20 gennaio 1960 il regista Otto Preminger annunciò che Dalton Trumbo, uno dei più noti tra dieci di Hollywood, era stato scritturato come sceneggiatore per il suo prossimo film Exodus. Sei mesi e mezzo più tardi, quando il film doveva ancora uscire, il New York Times annunciò che la Universal Pictures aveva assunto Trumbo come sceneggiatore per il film Spartacus, una decisione fortemente voluta dalla star Kirk Douglas. Il 6 ottobre seguente Spartacus diviene il primo film ad inserire il nome di Trumbo nei titoli di testa dai tempi del film I clienti di mia moglie nel 1950. Dal 1947 aveva scritto e co-scritto circa diciassette film in nero. Exodus uscì nel dicembre seguente, nuovamente con il nome di Trumbo. La lista nera stava definitivamente svanendo, tuttavia i suoi effetti continuano a essere presenti tutt'oggi.
John Henry Faulk vinse la propria causa nel 1962. Con questa decisione del tribunale, i privati che stilarono liste nere e quelli che ne usufruirono furono avvisati di essere legalmente responsabili per il danno professionale e finanziario causati; questo portò alla chiusura di pubblicazioni come Counterattack. Tuttavia, come Adrian Scott e Lillian Hellmann, molte persone inserite nella lista nera non riuscirono a trovare lavoro per molto tempo: Lionel Stander, ad esempio, non riuscì a lavorare a Hollywood fino al 1965.
Alcuni di quelli che facevano i nomi, come Schulberg e Kazan, dichiararono per anni di aver fatto una scelta eticamente corretta; altri, come l'attore Lee J. Cobb e il regista Michael Gordon, divenuto un testimone amichevole dell'HUAC dopo esser stato inserito nella lista nera, provarono rimorso per la loro scelta.
Nel XXI secolo, la Writers Guild si dedicò alla correzione dei titoli apparsi sullo schermo dei film tra gli anni cinquanta e i primi anni sessanta per riflettere adeguatamente il lavoro degli sceneggiatori in lista nera come Carl Foreman e Hugo Butler. Il 19 dicembre 2011 la Writers Guild, su richiesta di un'indagine di Christopher Trumbo, annunciò che il nome di Dalton Trumbo sarebbe stato inserito nei titoli di testa come sceneggiatore di Vacanze romane, del 1953, quasi sessanta anni dopo l'uscita del film.

## Nella cultura di massa
La lista nera di Hollywood è stato l'argomento centrale per le trame dei film Il prestanome del 1976, Indiziato di reato del 1991, The Majestic del 2001 e L'ultima parola - La vera storia di Dalton Trumbo del 2015. Se ne parla inoltre in Un re a New York del 1957, infatti Chaplin stesso era stato incluso nella lista.